# Частотний гребінець
Частотний гребінець — лазерне джерело світла зі спектром, що складається з серії дискретних, рівномірно віддалених частотних ліній. 
Існують різні способи генерації гребінця: періодична модуляція (амплітудна або фазова) лазера неперервної дії, чотирихвильове змішування в нелінійному середовищі, стабілізація послідовності імпульсів, генерованих лазером із синхронізацією мод. Останньому механізму на зломі століть було присвячено багато зусиль, що врешті-решт знайшло свою винагороду в Нобелівській премії з фізики, яку 2005 року отримали Джон Голл та Теодор Генш.  
Досконалий частотний гребінець має спектр у вигляді дельта-функцій з частотами, що розраховуються за формулами 
{\displaystyle f_{n}=f_{0}+n\,f_{r}}
де {\displaystyle n} — ціле число, {\displaystyle f_{r}} — відстань між зубцями (дорівнює частоті повторів лазера синхронізації моди або, альтернативно, частоті модуляції), а {\displaystyle f_{0}} — базова частота, менша від {\displaystyle f_{r}}.
Гребінці з октавним діапазоном частот (тобто, зі зміною вдвічі) можуть прямо вимірювати (з поправками на плавання частоти) {\displaystyle f_{0}}. Тому октавні гребінці застосовують для управління п'єзоелектричними дзеркалами в схемах зворотнього зв'язку з метою корекції фази. 
Будь-який механізм, що стабілізує два ступені вільності гребінця ({\displaystyle f_{r}}  та {\displaystyle f_{0}}) дозволяє утворення гребінців, корисних для відображення оптичних частот в радіо частоти й так з високою точністю вимірювати оптичні спектри.

Часова розгортка надкороткого імпульсу світла. Електричне поле змінюється синусоїдально з гаусовою огинаючою. Тривалість імпульсу — кілька сотень фемтосекунд.

## Механізми генерації

### Лазер із синхронізацією моди

Гребінець Дірака є нескінченною послідовністю дельта-функцій Дірака розташованих з проміжком T; Фур'є перетворення часового гребінця Дірака створює частотний гребінець Дірака.

Найпопулярнішим способом генерації частотного гребінця — використання лазера з синхронізацією моди. Такі лазери створюють послідовність оптичних імпульсів, розділених у часі тривалістю проходження пучка туди-назад у резонаторі.  Спектр таких цугів наближений до дельта-функцій, розділених частотою повторення (оберною до тривалості проходження світла через резонатор). Таку послідовність спектральних ліній називають частотним гребінцем або частотним гребінцем Дірака.
Найпопулярніші лазери для створення частотних гребінців, твердотільні титан-сапфірові та волоконні з  ербієм, мають частоту повторення між 100 МГц та 1 ГГц і навіть до  10 ГГц.

### Чотирихвильове змішування
Чотирихвильове змішування — це процес, в якому інтенсивне світло на трьох частотах {\displaystyle f_{1},f_{2},f_{3}} взаємодіє із утворенням четвертої частоти {\displaystyle f_{4}=f_{1}+f_{2}-f_{3}}. Якщо світло трьох частотах має форму гребінця, тоді й четверта частота теж є гребінцем.
Якщо почати з двох інтенсивних хвиль, різниця частот яких підтримується сталою, змішування може утворити світло на інших частотах, дедалі більше віддалених. Наприклад, якщо є багато фотонів з частотами {\displaystyle f_{1},f_{2}}, чотирихвильове змішування може утворити нову частоту {\displaystyle 2f_{1}-f_{2}}. Ця нова хвиля може набрати інтенсивності, і світло може каскадом утворити нові частоти гребінця.
Тому, концептуально простий метод отримання оптичного частотного гребінця — взяти два потужні лазери з дещо різними частотами й пропустити їхнє світло через  фотонно-кристалічне оптичне волокно. Це створює частотний гребінець через описаний механізм.

#### У мікрорезонаторах
Альтернативний варіант генерації гребінця чотирихвильовим змішуванням відомий як частотний гребінець Керра. У ньому використовується один лазер, сполучений із мікрорезонатором  (таким як мікроскопічний скляний диск, що має моди шепітливої галереї). Така структура має природний набір мод із приблизно рівновіддаленими частотами  (аналогічно інтерферометру Фабрі-Перро). На жаль, резонансні моди не зовсім рівновіддалені через дисперсію. Однак, у такій системі ефект чотирихвильового змішування може створити та стабілізувати досконалий частотний гребінець. Утім, система генерує ідеальний гребінець. що перекривається, наскільки можливо, з резонантними модами. Нелінійні ефекти можуть призвести до зсуву мод, покращуючи це перекриття ще більше. (Частоти резонансних мод залежать від показника заломлення, який змінюється завдяки ефекту Керра.)
Часова розгортка світла, що виходить із структури не обов'язково виглядає як послідовність імпульсів, як у лазера з синхронізацією моди Проте утворюється стабільний частотний гребінець.

### Електро-оптична модуляція лазера неперервної дії
Оптичний частотний гребінець можна утворити модуляцією амплітуди або фази випромінювання лазера неперервної дії, використавши для цього радіочастотний модулятор.  При цьому частотний гребінець центрується на оптичній частоті лазера неперервної дії, а частота модуляції чи частота повторення задається зовнішнім радіочастотним джерелом. Перевагою цього метода є те, що можна досягти набагато більшої частоти повторень (>10 ГГц), ніж з лазором синхронізованої моди, а два ступені вільності гребінця можна задати незалежно.  Число ліній менше, ніж для лазера з синхронізацією моди (зазвичай кілька десятків), але ширину смуги можна значно розширити, використовуючи нелінійне оптоволокно. Оптичні гребінці цього типу зазвичай називають електро-оптичними. Перші схеми використовували фазові модулятори в інтегрованому резонаторі Фабрі-Перро, але з розвитком галузі стали можливими й інші варіанти. 

### Низькочастотні гребінці з використанням електроніки
Чисто електронний пристрій, що генерує послідовність імпульсів, генерує також і частотний гребінець. Такі імпульси використовуються в осцилографах, а також для порівняння частот мікрохвильового випромінювання, тому що вони  можуть досягнути частоти 1 ТГц. 

## Застосування
Частотні гребінці встановлюють прямий зв'язок між радіочастотними стандантами та вимірюваннями в оптичному діапазоні частот. Такі стандарти частоти як атомний годинник працюють в мікрохвильовій області спектру, і частотні гребінці вносять точність таких годинників в оптику. Простий електронний зворотній зв'язок може прив'язати частоту повторів до стандартів частоти.
Ця технологія  застосувується двома різними способами. Один із них — оптичний годинник, в якому оптична частота перекриває окремий зубець гребінця на фотодіоді, і оптична частота порівнюється з сигналами биття, частотою повторів та опорною частотою. Ця методика застосовується в метрології, генераторах цугів частот, оптичних атомних годинниках, прецезійній спектроскопії та   GPS-технології. 
Інший спосіб — експерименти з ультракороткими імпульсами, що тривають тільки кілька періодів коливань. Сюди належать досліди з надпороговою іонізацією, атосекундні імпульси, ефективна нелінійна оптика та генерація вищих гармонік. 
В останні роки  зріс інтерес до астро-гребінцевої технослогії, що застосовується для астрономічних спостережень.
Існують інші застосування, що не вимагають синхронізації опорної частоти з радіочастотним сигналом. Сюди належать, зокрема, оптичний зв'язок, генерація оптичних сигналів довільної форми та радіочастотна фотоніка.

## Виноски
1. ↑  Adler, Florian; Moutzouris, Konstantinos; Leitenstorfer, Alfred; Schnatz, Harald; Lipphardt, Burghard; Grosche, Gesine; Tauser, Florian (29 листопада 2004). Phase-locked two-branch erbium-doped fiber laser system for long-term precision measurements of optical frequencies. Optics Express (англ.). 12 (24): 5872. doi:10.1364/OPEX.12.005872. ISSN 1094-4087. Архів оригіналу за 6 серпня 2017. Процитовано 2 червня 2017.
2. ↑  Ma, Long-Sheng (2004). Optical Frequency Synthesis and Comparison with Uncertainty at the 10-19 Level (PDF). First published in Science 303 (2004) 5665 pp 1843-1845. Архів оригіналу (PDF) за 15 серпня 2017.
3. ↑  Bartels, Albrecht (14 липня 2009). 10-GHz Self-Referenced Optical Frequency Comb (PDF). Researchgate.net. Архів оригіналу (PDF) за 26 серпня 2016.
4. ↑  Boggio, J.C.; Moro, S.; Windmiller, J.R.; Zlatanovic, S.; Myslivets, E.; Alic, N.; Radic, S. (2009). Optical frequency comb generated by four-wave mixing in highly nonlinear fibers. CLEO/QELS 2009.
5. ↑  Sefler, G.A. and Kitayama, K. Frequency comb generation by four-wave mixing and the role of fiber dispersion. Journal of Lightwave Technology. 16 (9): 1596—1605. Bibcode:1998JLwT...16.1596S. doi:10.1109/50.712242.
6. ↑  P. Del'Haye, A. Schliesser, O. Arcizet, T. Wilken, R. Holzwarth & T. J. Kippenberg (2007). Optical frequency comb generation from a monolithic microresonator. Nature. 450: 1214—1217. arXiv:0708.0611. Bibcode:2007Natur.450.1214D. doi:10.1038/nature06401.
7. ↑  Jérôme Faist та ін. (2016). Quantum Cascade Laser Frequency Combs. Nanophotonics. 5: 272. doi:10.1515/nanoph-2016-0015. "In contrast to mode-locked lasers, microresonator-based frequency combs (also called Kerr combs) can exhibit complex phase relations between modes that do not correspond to the emission of single pulses while remaining highly coherent [8]."
8. ↑  Murata, H.; Morimoto, A.; Kobayashi, T.; Yamamoto, S. (1 листопада 2000). Optical pulse generation by electrooptic-modulation method and its application to integrated ultrashort pulse generators. IEEE Journal of Selected Topics in Quantum Electronics. 6 (6): 1325—1331. doi:10.1109/2944.902186. ISSN 1077-260X. Архів оригіналу за 25 червня 2018. Процитовано 2 червня 2017.
9. 1 2  Optical frequency comb technology for ultra-broadband radio-frequency photonics. Laser and Photonics Reviews. 8: 368—393. May 2017.
10. ↑  Wu, Rui; Torres-Company, Victor; Leaird, Daniel E.; Weiner, Andrew M. (11 березня 2013). Supercontinuum-based 10-GHz flat-topped optical frequency comb generation. Optics Express (англ.). 21 (5): 6045—6052. doi:10.1364/OE.21.006045. ISSN 1094-4087.
11. ↑  Metcalf, A. J.; Torres-Company, V.; Leaird, D. E.; Weiner, A. M. (1 листопада 2013). High-Power Broadly Tunable Electrooptic Frequency Comb Generator. IEEE Journal of Selected Topics in Quantum Electronics. 19 (6): 231—236. doi:10.1109/JSTQE.2013.2268384. ISSN 1077-260X. Архів оригіналу за 13 червня 2018. Процитовано 2 червня 2017.
12. ↑  Kobayashi, T.; Sueta, T.; Cho, Y.; Matsuo, Y. (15 жовтня 1972). High‐repetition‐rate optical pulse generator using a Fabry‐Perot electro‐optic modulator. Applied Physics Letters. 21 (8): 341—343. doi:10.1063/1.1654403. ISSN 0003-6951. Архів оригіналу за 3 березня 2022. Процитовано 2 червня 2017.
13. ↑  Optical frequency comb for dimensional metrology, atomic and molecular spectroscopy, and precise time keeping. Архів оригіналу за 27 червня 2013. Процитовано 2 червня 2017.
14. ↑  Newbury, Nathan R. Searching for applications with a fine-tooth comb. Nature Photonics. 5 (4): 186—188. doi:10.1038/nphoton.2011.38.
15. ↑  Temprana, E.; Myslivets, E.; Kuo, B. P.-P.; Liu, L.; Ataie, V.; Alic, N.; Radic, S. (26 червня 2015). Overcoming Kerr-induced capacity limit in optical fiber transmission. Science (англ.). 348 (6242): 1445—1448. doi:10.1126/science.aab1781. ISSN 0036-8075. PMID 26113716. Архів оригіналу за 7 травня 2017. Процитовано 2 червня 2017.
16. ↑  Cundiff, Steven T.; Weiner, Andrew M. Optical arbitrary waveform generation. Nature Photonics. 4 (11): 760—766. doi:10.1038/nphoton.2010.196.